# Nullarborvlakte

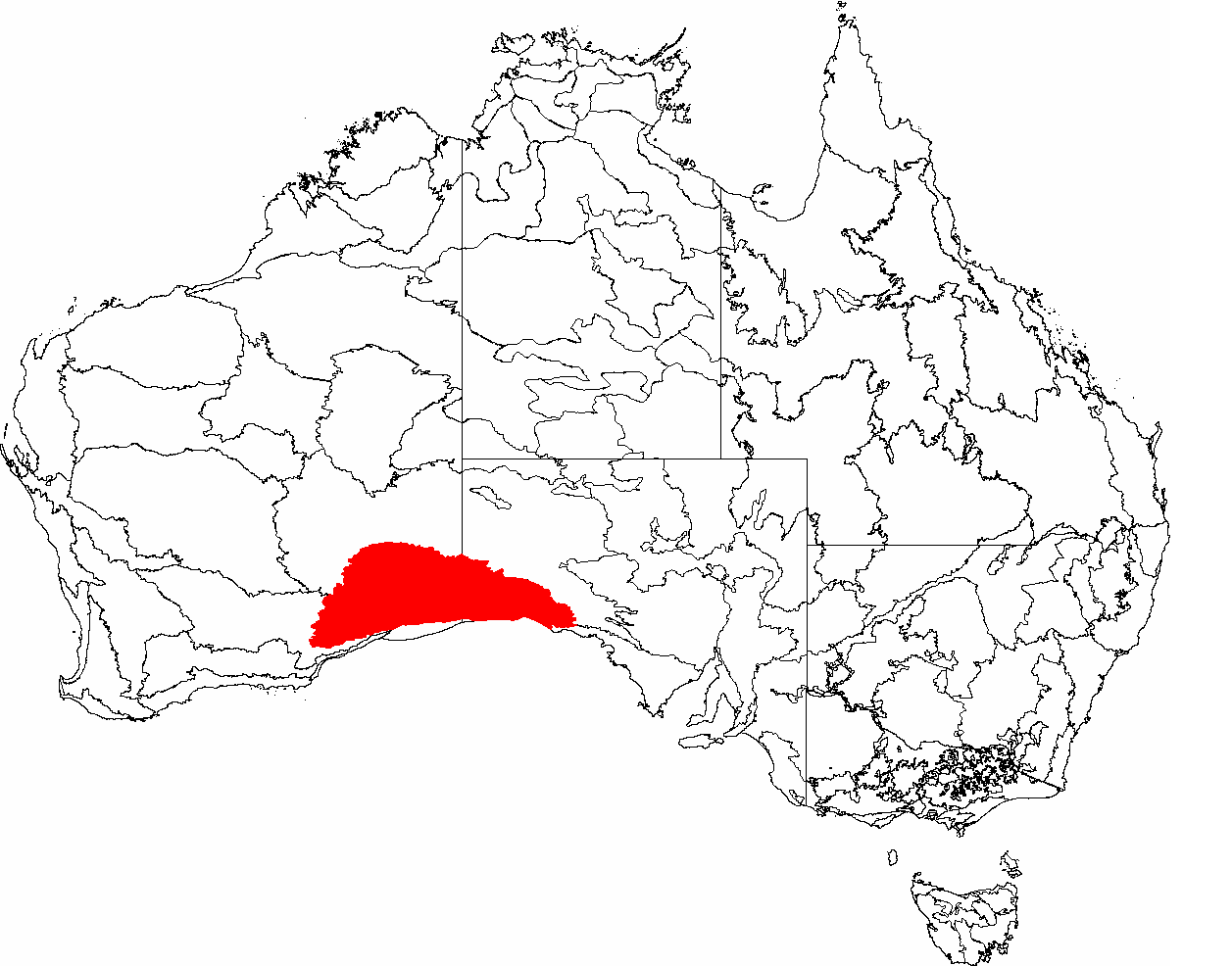
locatie van de Nullarborvlakte

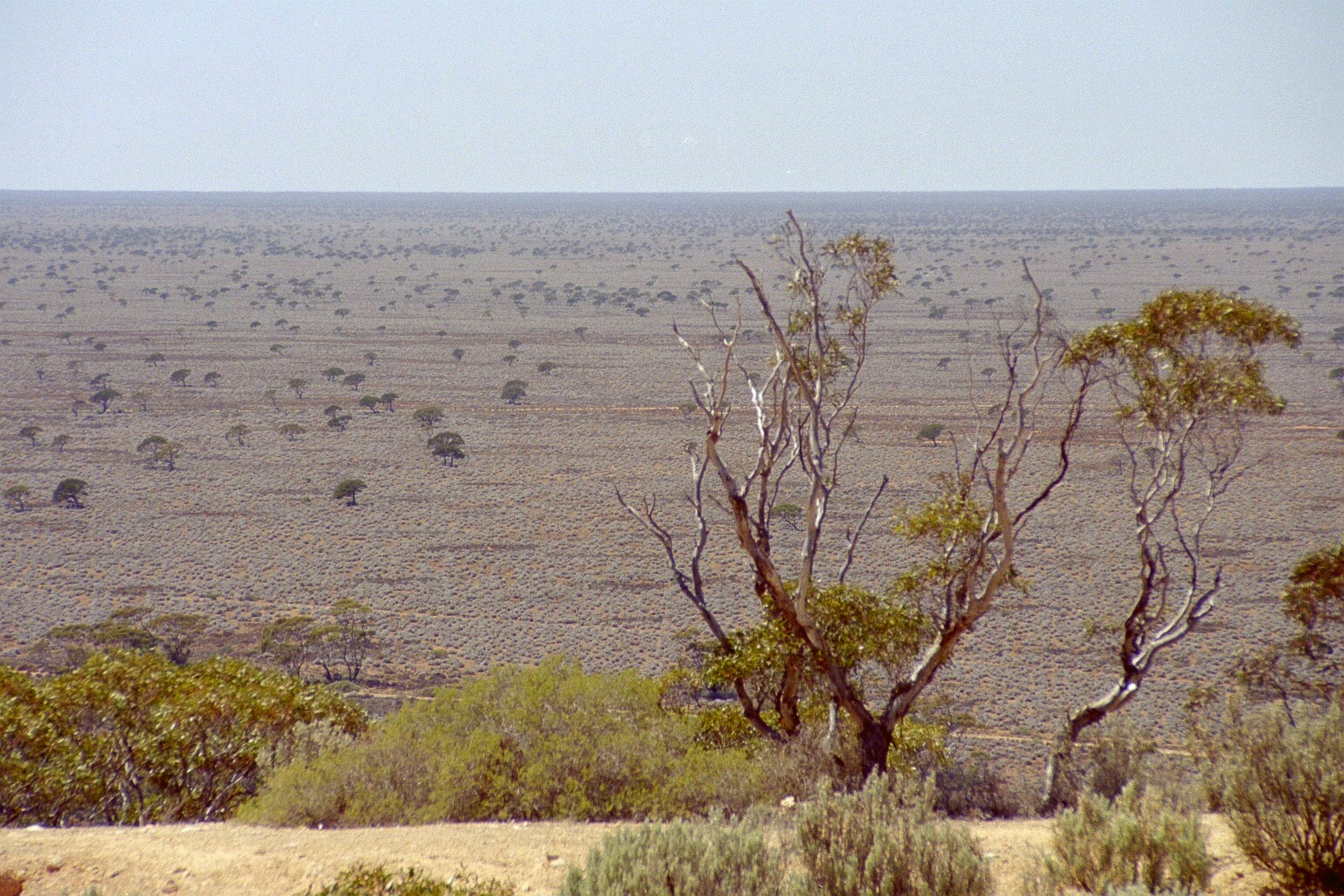
de Nullarborvlakte

De Nullarborvlakte (Engels: Nullarbor Plain) is een vlakte in Australië. Het is een bijna boomloos gebied dat ten noorden van de Grote Australische Bocht ligt. Het woord Nullarborvlakte is afgeleid van het Latijnse nullus, dat niets betekent, en arbor dat boom betekent. De naam van de Aboriginals voor deze regio is Oondiri, dat waterloos betekent.
Het gebied beslaat ongeveer 200.000 km² (77.200 mijl²).
Op het breedste punt strekt de Nullarborvlakte zich 1200 kilometer uit van oost naar west tussen Zuid-Australië en West-Australië.